# Le Costaud des PTT
Pour plus de détails, voir Fiche technique et Distribution.
Le Costaud des PTT est un film français réalisé par Jean Bertin, sorti en 1931.

## Fiche technique
- Titre : Le Costaud des PTT
- Autre titre : Le Roi des facteurs
- Réalisation : Jean Bertin, assisté de Rudolph Maté
- Scénario : Alexandre Roda Roda
- Photographie : Nicolas Toporkoff
- Musique : Pierre Chagnon et Raoul Moretti
- Montage : Lothar Wolff
- Société de production : Films Osso
- Pays d'origine :  France
- Genre : Comédie
- Durée : 80 minutes
- Date de sortie : France, 16 octobre 1931

## Distribution
- Louis-Jacques Boucot : Arthur Bichet
- Josyane : Gaby Floupette
- Alice Roberts : Régine Desroses
- Antonin Berval : Rex Apyl
- Marcel Barencey : le directeur
- Robert Goupil : le régisseur
- Charles Lorrain : Amédée Toquard
- Pierre Ferval